# Diocese de Papantla
A Diocese de Papantla (em latim: Dioecesis Papantlensis) é uma diocese da Igreja Católica localizada no município de Papantla, no estado de Veracruz, pertencente a Arquidiocese de Xalapa no México. Foi fundada em 24 de novembro de 1922 pelo Papa Pio XI. Com uma população católica de 978.929 habitantes, sendo 85,0% da população total, possui 60 paróquias com dados de 2021.

## História
Em 24 de novembro de 1922 o Papa Pio XI cria a Diocese de Papantla através dos territórios da Diocese de Ciudad Victoria-Tamaulipas e da Diocese de Veracruz-Jalapa. Em 1951 a Diocese de Papantla tem sua província eclesiástica alterada, passando de Puebla de los Ángeles para Jalapa. Em 1962 a Diocese de Papantla juntamente com a Diocese de Huejutla, Diocese de Tulancingo e a Diocese de Tampico perdem território para a formação da Diocese de Tuxpan.

## Lista de bispos
A seguir uma lista de bispos desde a criação da diocese em 1922.
|                             | Nome                       | Período            | Notas                                 |
| Bispos de Papantla          | Bispos de Papantla         | Bispos de Papantla | Bispos de Papantla                    |
| --------------------------- | -------------------------- | ------------------ | ------------------------------------- |
| 8º                          | José Trinidad Zapata Ortiz | 2014 - atual       |                                       |
| 7º                          | Jorge Carlos Patrón Wong   | 2012 - 2013        |                                       |
| 6º                          | Lorenzo Cárdenas Aregullín | 1980 - 2012        |                                       |
| 5º                          | Genaro Alamilla Arteaga    | 1974 - 1980        | Nomeado bispo auxiliar do México      |
| 4º                          | Sergio Obeso Rivera        | 1971 - 1974        | Nomeado arcebispo coadjutor de Xalapa |
| 3º                          | Alfonso Sánchez Tinoco     | 1959 - 1970        | Faleceu no cargo                      |
| 2º                          | Luis Cabrera Cruz          | 1950 - 1958        | Nomeado bispo de San Luis Potosí      |
| 1º                          | Nicolás Corona y Corona    | 1922 - 1950        | Faleceu no cargo                      |
| Bispo coadjutor de Papantla |                            |                    |                                       |
| 1º                          | Jorge Carlos Patrón Wong   | 2009 - 2012        | Nomeado bispo dessa diocese           |